# オモウンミ・サディク
オモウンミ・サディク（Omowunmi Sadik、1964年6月19日 - ）は、ナイジェリア出身のアメリカ合衆国の化学者。
ナイジェリアのラゴスで生まれ、1987年にラゴス大学で修士、1994年にはオーストラリアのウロンゴン大学で化学博士となった。1996年にニューヨーク州立大学ビンガムトン校で講師となり、2005年に教授職に就いた。
2016年には、ナイジェリア・メリット勲章を授与された。これは、女性としては初の叙勲となった。
表面科学の研究に従事し、麻薬・爆弾等を検知するバイオセンサーの開発で知られている。